# Faina (famiglia)
I Faina di Civitella dei Conti sono una nobile famiglia di origine umbra.

## Origini
Le prime origini della famiglia Faina si possono probabilmente far risalire alla metà del XIV secolo quando Antonio, bottegaio in Perugia, si spostò dalla città a Montegabbione dove lui e i suoi discendenti acquistarono casa, terreni coltivati a vigneto e oliveto, un mulino, si impegnarono nel commercio e nella costruzione di case e ponti. Il loro nome è identico a quello di due torrenti che attraversano le terre tra Montegabbione e San Venanzo e deriva dall'etrusco col significato di: “torrente dove si fanno i vasi”.

## Secolo XVII e Secolo XVIII
Verso la metà del XVII secolo la famiglia accresce il proprio peso politico, ricoprendo sempre più spesso le cariche di Priore e Consigliere del Comune di Montegabbione. Nel frattempo, grazie anche a matrimoni “ben ponderati” di generazione in generazione, riescono ad accrescere enormemente il patrimonio, comprando terre su terre.
Nel 1705 Filippo, capostipite del ramo di San Venanzo, si stabilisce in questa tenuta, vendendo ai fratelli tutte le proprietà di Montegabbione. A San Venanzo Filippo prosegue nella politica familiare di espansione delle tenute, affiancando a questa la gestione delle proprietà sue e della moglie, e comprando con gli introiti del suo lavoro sempre nuovi appezzamenti di terreno.
Sarà il figlio di Filippo, Giandomenico, a comprare nel 1752 la Tenuta di Spante, composta dalla Villa e 353 ettari di terreno. Nel 1776 sceglie fra i suoi figli il secondogenito Angelo per occuparsi delle proprietà di famiglia e continuare la discendenza. Angelo accrescerà il patrimonio, lo manterrà compatto nonostante gli errori degli altri fratelli e lascerà traccia di ogni evento in un manoscritto “Storia della Villa di Spante” che è tuttora conservato dai suoi discendenti negli archivi di casa.
Ottenuto il titolo di Conti di Civitella dei Conti, la prima parte dell'800 vede la famiglia Faina continuare a occupare importanti cariche pubbliche, a legarsi a famiglie nobili con matrimoni e a comprare proprietà in Umbria, Toscana, alto Lazio; un detto popolare del tempo che si usa ancora oggi dice “da Perugia a Bolsena tutto Faena”.
Tre fratelli possono essere considerati figure emblematiche di questo periodo: Claudio, Mauro, Zeffirino.
Il primogenito Claudio è il più conservatore dei tre fratelli, per tutta la vita si occupa di consolidare e ampliare le proprietà e vivrà come un gentiluomo di campagna.
Sposa la Nobildonna Giuseppina Anselmi importante artista del tempo, diplomata all'Accademia delle Belle Arti di Firenze e, Honoris Causa, all'Accademia delle Belle Arti di Perugia, e pittrice alla corte dei Savoia nel Palazzo Reale di Torino. Il suo studio di Orvieto, frequentato dai più importanti pittori dell'epoca, finisce per trasformarsi in una piccola Accademia dove si incontrano anche letterati e intellettuali. Le differenze culturali creano incomprensioni nella coppia: si narra in famiglia che Claudio pretendesse dalla moglie di fare nascere il primogenito Eugenio nella Villa di Spante, così Giuseppina, in stato di avanzata gravidanza, si vide costretta ad affrontare un lungo e disagevole viaggio in portantina
(Spante non era raggiungibile altrimenti che così o a cavallo) per obbedire al volere del marito.
Nel 1874 Claudio viene rapito dai briganti mentre andava da Civita di Bagnoregio a Viterbo e, nonostante il pagamento del riscatto, ucciso dai rapitori.

## Museo Faina di Orvieto
Il secondogenito Mauro, spirito anticonvenzionale e libertario, si impegna attivamente nei moti risorgimentali tesi a ottenere l'unificazione dell'Italia sotto un Sovrano che garantisse una Monarchia Costituzionale. Questi suoi ideali si scontrano aspramente con la mentalità conservatrice del padre e del fratello Claudio. Si racconta che Mauro avesse una storia d'amore segreta con una signora sposata e che questa fosse la goccia che ha fatto traboccare il vaso della tolleranza familiare. Comunque Mauro parte per un viaggio nei Caraibi e torna dopo oltre quattro anni. Racconta queste avventure in un diario manoscritto conservato negli archivi di famiglia.
Al suo ritorno si fa liquidare dai fratelli la sua parte di proprietà e inizia ad impegnarsi in una “campagna archeologica “. Trova, nella proprietà di famiglia e in quelle di amici e vicini, moltissimi, pregevoli pezzi di corredi funerari etruschi. La collezione, ereditata alla sua morte dal nipote Eugenio, verrà da questo donata al Comune di Orvieto ed è esposta nel palazzo Faina, ora Museo Faina, davanti alla Cattedrale della città.

## Le attività industriali
Il terzogenito Zeffirino, è quello che oggi può chiamarsi un capitano d'industria. Sceglie di vivere a Perugia dove organizza una produzione di bachi da seta e una filanda, sposa in prime nozze la figlia di un banchiere privato e, alla morte di questo, eredita la banca. “Sposa” anche lui la causa dell'Unità d'Italia e fa parte del Governo Provvisorio di Perugia che chiede il distacco dallo Stato Pontificio e l'annessione della città al Regno dei Savoia. Quando la guardia svizzera riprende il governo della città ("stragi di Perugia" del 20 giugno 1859), tutti i componenti del Governo Provvisorio sono condannati a morte. Zeffirino fugge da Perugia e sceglie Firenze come luogo d'esilio. Qui conosce la principessa Luciana Valentini Bonaparte, nipote di Napoleone Bonaparte, che sarà la sua seconda moglie. Durante il suo soggiorno in Toscana approfondisce le sue conoscenze sulla viticultura e la vinificazione. Nel 1860 Perugia viene liberata dalle truppe piemontesi e Zeffirino può ritornare in città. Per la sua partecipazione al Governo Provvisorio e per meriti nelle Guerre d'indipendenza, viene nominato Cavaliere dei Santi Maurizio e Lazzaro; da allora la sua carriera politica continuerà fino alla sua morte, portandolo a ricoprire negli anni numerose cariche, da Sindaco di Marsciano a deputato del Regno d'Italia, dal 1886 Senatore del Regno d'Italia.
Al suo ritorno, dopo la morte del padre, divide la grande proprietà di Famiglia con il fratello Claudio e inizia ad interessarsi di agricoltura. Ristruttura la sua azienda specializzandosi in viticoltura, per primo in tutta la regione, impianta la vigna in filari. Nel 1886 la tenuta di Collelungo è considerata dal Ministero dell'Agricoltura come una delle più importanti dell'Italia centrale. Zeffirino e il suo cantiniere vengono più volte premiati.

## Le attività agricole e il contributo alla ricerca agraria
La successiva generazione avrà come personaggio di spicco Eugenio Faina figlio di Claudio, nipote di Zeffirino, a lui legato per comunanza di idee e apertura mentale, e di Mauro con cui condivideva l'interesse per l'archeologia, un'attenzione per le condizioni sociali dei contadini e un vocazione politica liberale. Si laurea a Firenze in Giurisprudenza, nonostante l'opposizione del padre, che lo accusa di perdere tempo e sprecare i soldi di famiglia, si arruola volontario nella Guerra d'Indipendenza, poi torna a Orvieto per affiancare il padre nella gestione delle tenute di Spante e San Venanzo. Nei suoi periodi liberi, per allontanarsi dalla soffocante atmosfera provinciale di Orvieto, partecipa alla vivace vita culturale dello studio artistico di sua madre, intrattiene strette relazioni con Zeffirino e Mauro i fratelli più giovani di suo padre, interessandosi assiduamente alle campagne archeologiche di quest'ultimo ed ereditando, alla sua morte, l'intera collezione etrusca.
Eugenio si impegnerà per tutta la vita nelle questioni di politica agraria ad ogni livello, trovando soluzioni sempre nuove per incrementare la produzione e migliorare le condizioni di vita dei contadini, molto precarie in quel periodo. Tutto questo, prima che venisse proposto a livello prima nazionale poi internazionale (fondazione dell'Istituto Internazionale dell'Agricoltura), Eugenio decide di sperimentarlo in prima persona sulle sue proprietà per verificarne la fattibilità.
Alla morte del padre nel 1874 le condizioni delle due tenute non erano floride; la politica conservatrice di Claudio, che fra l'altro non aveva altri introiti su cui poter contare per fare entrare denaro fresco nella gestione, aveva impoverito le terre, trascurato le case coloniche, non modernizzato le cantine e le fattorie.
I terreni di alta collina, prevalentemente coperti di foreste, non hanno certo una vocazione agricola e la trasformazione inventata da Eugenio che, iniziata nel 1874, finirà più di 20 anni dopo, cambia totalmente le tenute da un punto di vista agricolo, strutturale, sociale e culturale:
• Per prima cosa Eugenio si rende conto che in queste terre povere è indispensabile rendere più accettabile la vita dei coloni, così si impegna a ristrutturare e ampliare le case coloniche, dotandole di acqua e stalle, poi ricostruisce l'intero paese di San Venanzo, dove la gente viveva ancora in tuguri malsani con una o due camere soltanto per famiglie di 15 persone. In seguito, nella sua carriera politica, farà approvare una legge che obblighi le grandi aziende a finanziare una Scuola Rurale al loro interno. Per primo fra i proprietari umbri offre ai coloni un contratto scritto.
• Dal punto di vista agricolo incrementa il numero di capi di bestiame, introduce la coltivazione della vite e dell'olivo, impianta boschi con alberi pregiati quali castagni e noci da legno, e migliora la qualità dei querceti esistenti, che coprono più del 60% delle tenute, rendendoli pascolabili e così concimandoli.
• Crea un piano di viabilità aziendale che colleghi le due tenute e i 58 poderi. Questa rete formerà il tracciato delle strade, percorse ancora oggi, che collegheranno S. Venanzo e il Monte Peglia al resto del mondo.
Proseguendo sulla stessa linea di pensiero, fonda nel 1892 l'Istituto Agrario di San Pietro finanziato con un sussidio annuo del Governo allo scopo di far crescere ed educare una nuova classe di gentleman di campagna, sul modello di quella inglese, capace di prender cura anziché sfruttare le tenute agricole e la popolazione. L'Istituto, organizzato come un college, può contare su un'azienda sperimentale di 2341 ettari che consentano ad allievi e insegnanti di applicare le conoscenze teoriche imparate in aula, e di finanziare per buona parte le spese stesse della scuola. Nel 1902 l'Istituto si trasforma nell'Università di Agraria di Perugia.
Nel 1906 fonda a Roma l'Istituto Internazionale di Agricoltura. Per questo progetto si occupa di tutto dalla ristrutturazione del fabbricato, alla ricerca di adesioni in Europa e nel mondo. Questa organizzazione di studio e umanitaria forma il primo nucleo di quella che oggi è la FAO e fa sì che ora la FAO abbia sede a Roma.